# Kalacka Turnia

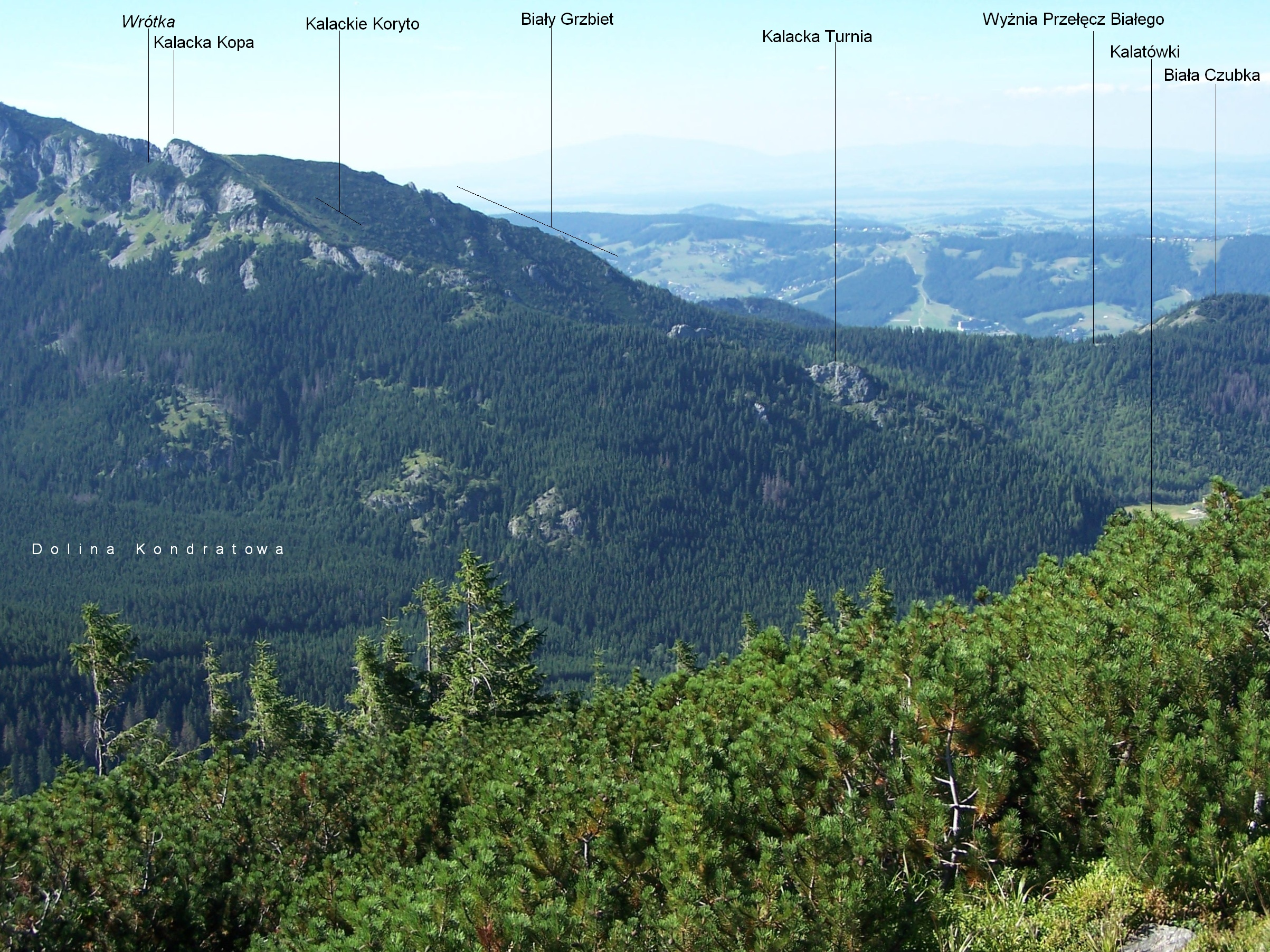
Widok ze szlaku na Kasprowy Wierch

Kalacka Turnia (1383 m) – turnia wznosząca się nad polaną Kalatówki w polskich Tatrach. Znajduje się w zakończeniu wschodniego grzbietu Długiego Giewontu. Na Kalackiej Kopie (1592 m) grzbiet ten rozdziela się na dwie odnogi; Kalacka Turnia znajduje się w orograficznie prawej. Jej południowo-zachodnie stoki opadają do Doliny Bystrej, stoki północno-wschodnie do Kalackiego Koryta. Stoki są obecnie całkowicie zalesione, jedynie sam wierzchołek jest skalisty, podobny do ruin zamczyska. Z tego też powodu w pierwszej połowie XIX wieku nazywany był „Zakopiańskim Zamkiem”. Zbudowana jest ze skał wapiennych. Wapienne podłoże powoduje, że występują tutaj zjawiska krasowe. U południowo-zachodnich podnóży Kalackiej Turni znajduje się duże Wywierzysko Bystrej, a w stokach są jaskinie: Mokra Koleba, Frapująca Nyża, Kalacki Tunelik, Dudnica, Jaskinia Kalacka, Jaskinia Bystrej, Dziura za Głazami, Kozi Korytarz.

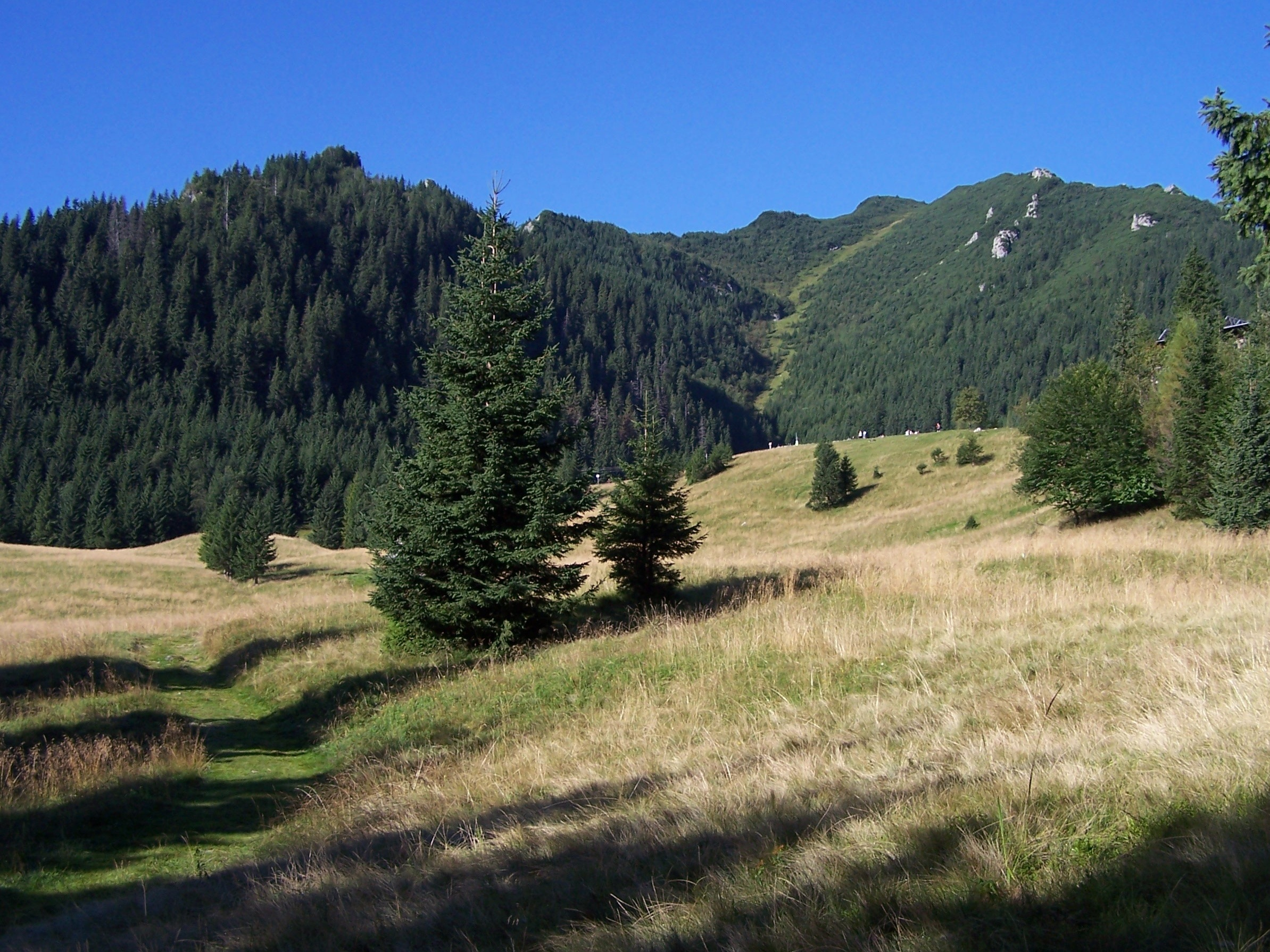
Kalacka Turnia po lewej stronie